# Rubén Rochina
Rubén Rochina Naixes (Sagunto, Valencia, España, 23 de marzo de 1991), más conocido por Rochina, es un jugador de fútbol español. Juega de centrocampista en el C. D. Atlético Baleares de la Primera Federación.

## Trayectoria
Rochina dio sus primero pasos futbolísticos en las categorías inferiores del Valencia Club de Fútbol. Tras destacar en un torneo amistoso, todavía en edad infantil, Sergio Lobera se lo llevó a La Masia, cantera del F. C. Barcelona.
Empezó a destacar la temporada 2008-09, en la que fue campeón de la Liga Juvenil con el Juvenil A azulgrana, siendo máximo anotador de su equipo, con 23 goles en 25 encuentros. Su rendimiento le llevó a debutar, esa misma campaña, con el filial en Segunda B.
El verano de 2009 participó en la pretemporada del primer equipo azulgrana. La temporada 2009-10 jugó con el F. C. Barcelona "B", con el que consiguió el ascenso a Segunda División.
Al no contar con continuidad en el equipo de Luis Enrique –13 partidos y 2 goles– en enero de 2011 se marchó al Blackburn Rovers de la Premier League inglesa.
En el mercado de invierno de la temporada 2012-13 fichó por el Real Zaragoza. En el club maño participó 15 encuentros y anotó un tanto. Después de completar su periodo de cesión volvió al club propiedad de sus derechos. 
En la temporada 2013-14 jugó cinco partidos en la Championship (Segunda inglesa) con el Blackburn Rovers, sin llegar a estrenarse de cara al gol, y en el mercado invernal fue traspasado en forma de cesión al club madrileño, Rayo Vallecano. Fue clave en la salvación de los vallecanos, ya que jugó 17 partidos y anotó 3 goles.
En julio de 2014 fichó por el Granada C. F. En su debut con los granadinos, el 23 de agosto, anotó su primer gol en la victoria por 2-1 ante el R. C. Deportivo de la Coruña. 
En julio de 2016 llegó de la mano de Javi Gracia al Rubin Kazán, pero tras el despido de este en enero de 2018; el último día del mercado de fichajes regresó a España de la mano del Levante U. D. en calidad de cedido. Apenas jugó 5 partidos en la temporada 2017-18, anotando su único gol en la última jornada de Liga.
En el conjunto levantino permaneció hasta junio de 2021. El 21 de agosto regresó al Granada Club de Fútbol 5 años después para disputar las dos próximas temporadas.
En febrero de 2024, tras unos meses entrenando con el F. C. DAC 1904 Dunajská Streda eslovaco, fichó por el C. D. Atlético Baleares para lo que quedaba de campaña.

## Selección nacional
Ha sido internacional con la selección de fútbol de España sub-17 con la que se proclamó campeón de Europa en Turquía en el año 2008.
También, ha sido internacional con la selección de fútbol de España sub-18 con la que se proclamó campeón de la XXXV Copa del Atlántico disputada en Gran Canaria.
En el verano de 2010 entró en la convocatoria de la sub-19 para el Europeo, disputado en la zona de la baja Normandía. En esta ocasión, logró llegar a la final, contra la anfitrión.

## Estadísticas

### Clubes
Actualizado al último partido disputado el 8 de enero de 2023.
| Club                              | Div.          | Temporada     | Liga  | Liga  | Copas nacionales | Copas nacionales | Copas internacionales | Copas internacionales | Total | Total |
| Club                              | Div.          | Temporada     | Part. | Goles | Part.            | Goles            | Part.                 | Goles                 | Part. | Goles |
| --------------------------------- | ------------- | ------------- | ----- | ----- | ---------------- | ---------------- | --------------------- | --------------------- | ----- | ----- |
| F. C. Barcelona "B" · España      | 2.ª B         | 2008-09       | 10    | 2     | ―                | ―                | ―                     | ―                     | 10    | 2     |
| F. C. Barcelona "B" · España      | 2.ª B         | 2009-10       | 3     | 0     | ―                | ―                | ―                     | ―                     | 3     | 0     |
| F. C. Barcelona "B" · España      | 2.ª           | 2010-11       | 13    | 2     | ―                | ―                | ―                     | ―                     | 13    | 2     |
| F. C. Barcelona "B" · España      | Total club    | Total club    | 26    | 4     | 0                | 0                | 0                     | 0                     | 26    | 4     |
| Blackburn Rovers F. C. Inglaterra | 1.ª           | 2010-11       | 4     | 0     | 0                | 0                | ―                     | ―                     | 4     | 0     |
| Blackburn Rovers F. C. Inglaterra | 1.ª           | 2011-12       | 18    | 2     | 5                | 4                | ―                     | ―                     | 23    | 6     |
| Blackburn Rovers F. C. Inglaterra | 2.ª           | 2012-13       | 19    | 5     | 3                | 0                | ―                     | ―                     | 22    | 5     |
| Blackburn Rovers F. C. Inglaterra | 2.ª           | 2013-14       | 5     | 0     | 0                | 0                | ―                     | ―                     | 5     | 0     |
| Blackburn Rovers F. C. Inglaterra | Total club    | Total club    | 46    | 7     | 8                | 4                | 0                     | 0                     | 54    | 11    |
| Real Zaragoza · España            | 1.ª           | 2012-13       | 15    | 1     | 0                | 0                | ―                     | ―                     | 15    | 1     |
| Real Zaragoza · España            | Total club    | Total club    | 15    | 1     | 0                | 0                | 0                     | 0                     | 15    | 1     |
| Rayo Vallecano de Madrid · España | 1.ª           | 2013-14       | 17    | 3     | 0                | 0                | ―                     | ―                     | 17    | 3     |
| Rayo Vallecano de Madrid · España | Total club    | Total club    | 17    | 3     | 0                | 0                | 0                     | 0                     | 17    | 3     |
| Granada C. F. · España            | 1.ª           | 2014-15       | 19    | 2     | 0                | 0                | ―                     | ―                     | 19    | 2     |
| Granada C. F. · España            | 1.ª           | 2015-16       | 35    | 6     | 3                | 0                | ―                     | ―                     | 38    | 6     |
| FC Rubin Kazán · Rusia            | 1.ª           | 2016-17       | 23    | 2     | 2                | 0                | ―                     | ―                     | 25    | 2     |
| FC Rubin Kazán · Rusia            | 1.ª           | 2017-18       | 4     | 0     | 1                | 0                | ―                     | ―                     | 5     | 0     |
| FC Rubin Kazán · Rusia            | Total club    | Total club    | 27    | 2     | 3                | 0                | 0                     | 0                     | 30    | 2     |
| Levante U. D. · España            | 1.ª           | 2017-18       | 5     | 1     | 0                | 0                | ―                     | ―                     | 5     | 1     |
| Levante U. D. · España            | 1.ª           | 2018-19       | 27    | 4     | 2                | 0                | ―                     | ―                     | 29    | 4     |
| Levante U. D. · España            | 1.ª           | 2019-20       | 28    | 4     | 1                | 0                | ―                     | ―                     | 29    | 4     |
| Levante U. D. · España            | 1.ª           | 2020-21       | 25    | 0     | 6                | 0                | ―                     | ―                     | 31    | 0     |
| Levante U. D. · España            | Total club    | Total club    | 85    | 9     | 9                | 0                | 0                     | 0                     | 94    | 9     |
| Granada C. F. · España            | 1.ª           | 2021-22       | 15    | 1     | 0                | 0                | ―                     | ―                     | 15    | 1     |
| Granada C. F. · España            | 2.ª           | 2022-23       | 8     | 0     | 0                | 0                | ―                     | ―                     | 8     | 0     |
| Granada C. F. · España            | Total club    | Total club    | 77    | 9     | 3                | 0                | 0                     | 0                     | 80    | 9     |
| Atlético Baleares · España        | 1.ª RFEF      | 2024-         | 0     | 0     | 0                | 0                | ―                     | ―                     | 0     | 0     |
| Atlético Baleares · España        | Total club    | Total club    | 0     | 0     | 0                | 0                | 0                     | 0                     | 0     | 0     |
| Total carrera                     | Total carrera | Total carrera | 293   | 35    | 23               | 4                | 0                     | 0                     | 316   | 39    |

## Palmarés

### Títulos internacionales
| Título             | Selección | País    | Año  |
| ------------------ | --------- | ------- | ---- |
| Europeo sub-17     | España    | Turquía | 2008 |
| Copa del Atlántico | España    | España  | 2009 |